# Паулі Ярвінен
Паулі Ярвінен (фін. Pauli Järvinen; 4 травня 1965, м. Тампере, Фінляндія) — фінський хокеїст, лівий нападник. 
Вихованець хокейної школи «Таппара» (Тампере). Виступав за «Таппара» (Тампере), ХК «Лулео».
В чемпіонатах Фінляндії — 363 матчі (106+143), у плей-оф — 56 матчів (23+16). В чемпіонатах Швеції — 79 матчів (36+33), у плей-оф — 7 матчів (3+2).
У складі національної збірної Фінляндії учасник чемпіонатів світу 1989, 1990 і 1991 (27 матчів, 5+1). 
Досягнення
- Чемпіон Фінляндії (1986, 1987, 1988), бронзовий призер (1990).